# Phoenix Kapitaldienst

Logo von Phoenix Kapitaldienst

Die Phoenix Kapitaldienst GmbH war eine Wertpapierhandelsbank mit Sitz in Frankfurt am Main. Das Unternehmen bot Anlegern die Anlage von Geldern in Optionsgeschäften an. Diese wurden jedoch – wenn überhaupt – nur zum Teil durchgeführt; ein Großteil floss in ein betrügerisches Schneeballsystem. Der Fall gilt als einer der größten Fälle von Kapitalanlagebetrug in der deutschen Nachkriegsgeschichte.
Am 10. März 2005 wurde dem Unternehmen von der Bundesanstalt für Finanzdienstleistungsaufsicht (BaFin) die Fortführung des Geschäftsbetriebes untersagt. Am 14. März 2005 eröffnete das Amtsgericht Frankfurt am Main das Insolvenzverfahren.

## Geschichte
Nach eigenen Angaben wurde das Unternehmen 1977 von Dieter Breitkreuz gegründet, besaß aber erst seit dem 1. Januar 1998 die Zulassung für seine Tätigkeit in Deutschland. Im selben Jahr wurde das Unternehmen Mitglied der Entschädigungseinrichtung der Wertpapierhandelsunternehmen (EdW). 2005 verwaltete das Unternehmen nach eigenen Angaben Gelder von 28.000 Kunden mit einem Gesamtvolumen von 750 Mio. Euro.
Neukunden wurden einerseits per Telefon für einzelne Optionsgeschäfte akquiriert. Man versprach ihnen dabei hohe zweistellige Gewinne, die Verlustrisiken und Kosten wurden jedoch heruntergespielt. Nach einigen Rechtsstreitigkeiten mit unzufriedenen Kunden warnten Fachmagazine wie z. B. Finanztest vor dieser Anlage.
Daneben wurde von Phoenix hauptsächlich über Vermittler ein Sammelprodukt namens Phoenix Managed Account vertrieben, ein vorgeblicher Managed Account, der mit dem Versprechen von ca. 10 % konstanter Jahresrendite beworben wurde. Dieses war jedoch kein zugelassener Investmentfonds (insbesondere kein Sondervermögen), sondern stellte sich als Schneeballsystem heraus, bei dem Auszahlungen an Altkunden aus neuen Einlagen bezahlt wurden. Echte Optionsgeschäfte wurden hierbei anscheinend nur in den Anfangsjahren getätigt. Als die Anlagestrategie aber schon nach kurzer Zeit Verluste produzierte, ging Phoenix zu kompletten Luftbuchungen und gefälschten Abrechnungen über. Die Anlagen des Phoenix Managed Account sollten eigentlich bei einem Londoner Broker geführt werden, jedoch waren Konten und Kontobewegungen zum Teil rein fiktiv. Die Briefbögen mit angeblichen Saldenbestätigungen des Brokers waren plumpe Fälschungen. Wie bei den individuellen Optionsgeschäften gab es auch beim Managed Account seit längerem Auffälligkeiten – im Jahr 2000 untersagte das Bundesaufsichtsamt für das Kreditwesen (die heutige BaFin) dem Unternehmen die Anlage von Kundengeldern des Managed Accounts auf Sammelkonten, was aber von Phoenix ignoriert wurde. Unklar ist bisher, wieso dies keine weiteren Konsequenzen oder Prüfungen nach sich zog.
2004 starb der Unternehmensgründer Breitkreuz bei einem Flugzeugabsturz, wodurch nach einigen Monaten das Schneeballsystem zusammenbrach.
Nachdem 2005 die Insolvenz eröffnet worden war, stellte die BaFin am 15. März 2005 den Entschädigungsfall fest – eine Grundvoraussetzung für die Anleger, Ansprüche bei der EdW zu stellen. Im weiteren Verlauf des Verfahrens gegen die Phoenix Kapitaldienst GmbH wurden die Geschäftsführerin und der Prokurist wegen des Verdachts des Anlagebetruges festgenommen.
An das Unternehmen wurden Forderungen in Höhe von etwa 674 Mio. Euro gestellt, die aber nur zu etwa 30 Prozent bedient werden können. Nach der Zustimmung der Gläubiger zu einem Insolvenzplan war die Auszahlung von etwa 200 Mio. Euro durch die EdW für das dritte Quartal 2007 geplant. Durch Einsprüche hat sich dieser Termin allerdings weiter in die Zukunft verschoben. Im Zusammenhang mit dem Betrugsfall hat die EdW bis zum 10. Februar 2012 Entschädigungen in Höhe von 238 Mio. Euro ausgezahlt. Anfang Januar 2013 informierte die EdW über den Abschluss des Entschädigungsverfahrens. In dessen Rahmen wurden insgesamt rund 71.500 Entscheidungen mit einem Gesamtvolumen von rund 261 Mio. EUR getroffen.